# Attentat du cinéma Rivoli Beaubourg
L’attentat du cinéma Rivoli-Beaubourg est un attentat à la bombe ayant eu lieu le 29 mars 1985 dans la rue de Rivoli à Paris.

## Déroulement
Le 29 mars 1985, une bombe explose à l'intérieur du cinéma Rivoli Beaubourg dans le 4e arrondissement de Paris, lors de la quatrième édition du festival annuel du film juif. L’attaque a lieu durant la projection du film allemand Eichmann, l'homme du 3e reich (de) de Erwin Leiser sur l'Holocauste,,.
Dix-huit personnes ont été blessées par la bombe. Celle-ci placée sous un siège, a explosé, provoquant un trou de 50 centimètres et endommageant les murs et les faux-plafond. Une semaine auparavant, les organisateurs avaient reçu une lettre anonyme les enjoignant de « tout faire sauter, y compris le directeur » du festival. L'attentat à la bombe a fait craindre une montée du racisme et de l'antisémitisme en France, peu de temps après que deux Arabes aient été tués dans le sud de la France lors d'attaques à caractère raciste,,.
Le lendemain, près de 6 000 manifestants, dont l'élite politique et cinématographique, ont défilé autour du cinéma et du mémorial juif près de l'Hôtel de Ville pour protester contre l'attentat. Le président François Mitterrand et le Ministre de l'Intérieur Pierre Joxe ont également condamné l'attentat.
La police a déclaré que des groupes d'extrême-droite et d'extrême-gauche étaient les principaux suspects. Les revendications par deux groupes néo-nazis ont été jugées peu crédibles par la police et une par l’Organisation libanaise du Jihad islamique invérifiable. Le groupe français d'extrême-gauche Action Directe a également revendiqué l'attentat. Selon Yannick Haenel, il aurait été revendiqué par « un djihad islamique et commandité par l'Iran de Khomeyni ». Le coupable ne fut jamais retrouvé,.
Fabrice Nicolino, blessé dans l'explosion, sera à nouveau victime d'une attaque terroriste à Paris 30 ans plus tard lors de l’Attentat contre Charlie Hebdo, au cours de laquelle il est grièvement blessé à la jambe,. Parmi les 18 blessés, il y a eu un gravement brûlée au visage et deux plus légèrement.

## Dans la culture
L’attentat est mentionné dans la bande dessinée de Jean-Claude Bartoll, Paris-Damas : liaisons mortelles.